# Augères
Augères ist eine Gemeinde in Frankreich. Sie gehört zur Region Nouvelle-Aquitaine, zum Département Creuse, zum Arrondissement Guéret und zum Kanton Le Grand-Bourg. 

## Lage
Die Gemeinde grenzt im Norden an Montaigut-le-Blanc, im Osten an Azat-Châtenet, im Südosten an Janaillat, im Südwesten an Saint-Dizier-Masbaraud mit Saint-Dizier-Leyrenne sowie im Westen an Ceyroux und Aulon. An der südöstlichen Gemeindegrenze verläuft der Fluss Leyrenne.

## Bevölkerungsentwicklung
| Jahr      | 1962 | 1968 | 1975 | 1982 | 1990 | 1999 | 2008 | 2012 |
| --------- | ---- | ---- | ---- | ---- | ---- | ---- | ---- | ---- |
| Einwohner | 278  | 254  | 187  | 178  | 146  | 146  | 135  | 128  |